# 雙園里 (臺北市)
雙園里是台北市萬華區大理次分區轄下的一個里。面積0.1777平方公里，下轄21鄰。2022年止共有人口4,418人。

## 邊界
西側為和平里，北側為富福里，東側為頂碩里，南側為日善里。